# Äszymżan Achmetow
Äszymżan Sülejmenuły Achmetow (kaz. Әшімжан Сүлейменұлы Ахметов, ros. Ашимжан Сулейменович Ахметов, Aszymżan Sulejmienowicz Achmietow; ur. 23 lutego 1950 w Nowotroickim w rejonie szuskim, zm. 15 września 2012) – kazachstański naukowiec, prawnik, inżynier i polityk, w latach 90. zastępca ministra przemysłu i handlu oraz zastępca ministra edukacji i nauki Kazachstanu; w latach 1994–1995 deputowany do Rady Najwyższej Republiki Kazachstanu XIII kadencji, w latach 1996–1999 deputowany do Mażylisu Parlamentu Republiki Kazachstanu I kadencji; rektor szeregu kazachstańskich uczelni, kandydat nauk prawnych, doktor nauk technicznych, profesor, akademik; autor licznych patentów z dziedziny chemii.

## Życiorys

### Edukacja i praca
Urodził się 23 lutego 1950 roku we wsi Nowotroickoje, w rejonie szuskim obwodu żambylskiego Kazachskiej SRR, ZSRR. Był narodowości kazaskiej. W 1973 roku ukończył z wyróżnieniem Leningradzki Instytut Technologiczny im. Lensowietu, uzyskując wykształcenie inżyniera chemika technologa. W 1978 skończył aspiranturę na tej samej uczelni. Uzyskał stopień kandydata nauk prawnych (odpowiednik polskiego stopnia doktora), a następnie doktora nauk technicznych (odpowiednik polskiego stopnia doktora habilitowanego) w Petersburskim Instytucie Technologicznym. Temat jego dysertacji doktorskiej dotyczył aktualnych problemów ekologii i eksploatacji przyrody. Otrzymał tytuł profesora, w 1996 roku – tytuł akademika Akademii Inżynieryjnej Republiki Kazachstanu, w 2001 roku – tytuł akademika Akademii Nauk Wyższej Szkoły Republiki Kazachstanu.
Od 1973 roku pracował jako operator urządzeń, szef zmiany Żambylskiego Zjednoczenia Produkcyjnego „Chimprom”, sekretarz komitetu Komsomołu, wykładowca chemii Żambylskiego Instytutu Hydromelioracyjno-Budowlanego (ŻIHB). Od 1975 roku był aspirantem Leningradzkiego Instytutu Technologicznego. Od 1978 roku pełnił funkcję starszego wykładowcy, docenta, kierownika katedry „Materiały Budowlane i Chemia”, dziekana Wydziału Ogólnoinżynieryjnego, prorektora, sekretarza komitetu partyjnego ŻIHB. Od 1989 roku był doktorantem Petersburskiego Instytutu Technologicznego, dyrektorem generalnym stałego przedstawicielstwa Związku Wspierania Gospodarki Kazachstanu „Kazachstan – Sankt Petersburg”. W latach 1992–1993 pełnił funkcję pierwszego wiceprezesa akcyjnej firmy holdingowej „Karatau”.

### Działalność polityczna
W 1994 roku został deputowanym do Rady Najwyższej Republiki Kazachstanu XIII kadencji. Pełnił w niej funkcję zastępcy przewodniczącego, a następnie przewodniczącego Podkomitetu ds. Nauki, Edukacji i Nowych Technologii. Był także przewodniczącym Komitetu ds. Przemysłu, Energetyki, Transportu i Łączności. W 1995 roku został zastępcą ministra przemysłu i handlu Kazachstanu. 30 stycznia 1996 roku został deputowanym do Mażylisu Parlamentu Republiki Kazachstanu I kadencji. Pełnił w nim funkcję przewodniczącego Komitetu ds. Ekologii i Eksploatacji Przyrody. W czasie pracy w parlamencie inicjował pięć aktów prawnych dotyczących ekologii i budownictwa. Od listopada 1999 roku był zastępcą ministra edukacji i nauki Kazachstanu. W latach 2001–2007 był deputowanym do Mangystauskiego Maslichatu Obwodowego. Należał do Narodowo-Demokratycznej Partii „Nur Otan”. Od lipca 2006 roku do co najmniej 2011 roku wchodził w skład jej biura politycznego.

### Działalność akademicka
Od maja 2001 roku pracował jako rektor Aktauskiego Uniwersytetu Państwowego im. Sz. Jesienowa. Od sierpnia 2005 roku był rektorem Wschodniokazachstańskiego Uniwersytetu Państwowego im. S. Amanżołowa. Od kwietnia 2006 roku pełnił funkcję rektora Akademii Administracji Państwowej przy Prezydencie Republiki Kazachstanu. Od czerwca 2008 roku do końca życia pracował jako rektor Tarazskiego Uniwersytetu Państwowego im. M. Ch. Dułati (TUP). Pełnił funkcję przewodniczącego rady doktorskiej w specjalności „Ekologia i geoekologia” tej uczelni. Wchodził w skład Zgromadzenia Ludu Kazachstanu i Rady ds. Współpracy w Dziedzinie Edukacji Wspólnoty Niepodległych Państw. Pełnił funkcję przewodniczącego Kazaskiego Narodowego Centrum Kulturalnego.
Zmarł 15 września 2012 roku. Ceremonia pożegnalna miała miejsce w Akademii Nauk Kazachstanu w Ałmaty. Brali w niej udział deputowani parlamentu, członkowie rządu, rektorzy kazachstańskich uczelni, profesorowie i wykładowcy TUP, osobistości nauki i polityki. Obecni byli m.in. minister edukacji i nauki Bakytżan Żumagułow, wiceminister edukacji i nauki Machmetgali Sarybekow i akim obwodu żambylskiego Kanat Bozymbajew. Uroczystości żałobne odbyły się także w TUP. Äszymżan Achmetow 17 września został pochowany w Ałmaty.

## Kontrowersje
Pod koniec 1999 roku kazachstańskie media zwracały uwagę, że wszyscy deputowani do parlamentu I kadencji, którzy nie trafili do Mażylisu II kadencji, otrzymali wkrótce posady w organach władzy wykonawczej. Jedną z takich osób był Äszymżan Achmetow. Zdaniem mediów było to zjawisko niezgodne z duchem demokracji i nietransparentne.

## Prace
Äszymżan Achmetow jest autorem 4 monografii ponad, 200 prac naukowych oraz artykułów w prasie, m.in.:
- Zaszczita biosfiery pri kisłotnoj pierierabotkie fosfatow. 1991 lub 1992, s. 262. (ros.).;
- Na puti k umnoj ekonomikie. „Znamia Truda”, s. 3, 29 października 2008. (ros.).

Jest także autorem co najmniej 9 patentów z dziedziny chemii:
- Metoda otrzymywania błękitu pruskiego (we współautorstwie, 2001);
- Metoda otrzymywania rozpuszczalnego w wodzie polielektrolitu posiadającego własności stabilizujące zawiesiny siarki (we współautorstwie, 2010);
- Metoda otrzymywania rozpuszczalnego w wodzie polielektrolitu posiadającego własności flokulujące (2010);
- Metoda otrzymywania rozpuszczalnego w wodzie polielektrolitu – stabilizatora gleb (2010);
- Metoda otrzymywania rozpuszczalnego w wodzie polimeru – stabilizatora gliniastych zawiesin (we współautorstwie, 2011);
- Metoda stabilizacji wodnej dyspersji siarki (we współautorstwie, 2012);
- Metoda otrzymywania rozpuszczalnego w wodzie polielektrolitu – stabilizatora gleb (we współautorstwie, 2012);
- Metoda otrzymywania rozpuszczalnego w wodzie polielektrolitu posiadającego własności flokulujące (2013);
- Metoda otrzymywania rozpuszczalnego w wodzie polimeru – stabilizatora gliniastych zawiesin (we współautorstwie, 2013)[5].

## Odznaczenia
- Order „Szlachetność” (2008)[1];
- Order „Honor”[2];
- Medal „Astana”;
- Medal „10 lat Niepodległości Republiki Kazachstanu”;
- Medal „10 lat Parlamentu Republiki Kazachstanu”[1];
- Medal „20 lat Niepodległości Republiki Kazachstanu”[2];
- Medal im. Achmieta Bajtursynowa (nagroda Związku Wyższych Uczelni Republiki Kazachstanu);
- odznaka „Zasłużony Pracownik Edukacji Republiki Kazachstanu”
- odznaka „Wybitny Pracownik Edukacji”
- odznaka „Złoty Irbis”[1];
- nagroda Międzynarodowego Ruchu „Dobroć Uratuje Świat”[2].

## Życie prywatne
Äszymżan Achmetow był żonaty, miał dwóch synów.